# Indiara
Indiara este un oraș în Goiás (GO), Brazilia.